# Sex Friends
« No Strings Attached » redirige ici. Pour l'album de *NSYNC, voir No Strings Attached (album).
Cet article possède un paronyme, voir Sexe entre amis.
Pour plus de détails, voir Fiche technique et Distribution.
Sex Friends ou Ça n’engage à rien au Québec (No Strings Attached) est une comédie romantique américaine réalisée par Ivan Reitman, sortie en 2011.

## Synopsis
Adam et Emma se sont rencontrés brièvement à plusieurs moments de leur vie. Un soir ivre, Adam se rend chez Emma. Au petit matin, il se réveille nu sur le canapé de celle-ci et fait la rencontre des colocataires d'Emma. Après des explications, ils finissent par avoir des relations sexuelles ensemble, devenant des sex friends. Ils décident par la suite de ne pas s’engager sentimentalement et de mettre en place des règles de conduites à respecter entre eux. Cependant, Adam finit par se rendre compte qu'il est amoureux d'elle et décide de lui en parler. Seulement Emma, qui s'est aussi aperçue de ses sentiments pour lui, refuse de les admettre et souhaite que la situation reste ainsi.
Leur histoire va-t-elle avoir une véritable suite ?

## Fiche technique
Sauf indication contraire, les informations mentionnées dans cette section peuvent être confirmées par les bases de données cinématographiques IMDb et Allociné,  présentes dans la section « Liens externes ».
- Titre original : No Strings Attached
- Titre français : Sex Friends
- Titre québécois : Ça n'engage à rien[1]
- Réalisation : Ivan Reitman
- Scénario : Elizabeth Meriwether (en), d'après une histoire de Michael Samonek et Elizabeth Meriwether
- Musique : John Debney
- Direction artistique : Greg Berry
- Décors : Ida Random
- Costumes : Julie Weiss
- Photographie : Rogier Stoffers
- Son : Michael J. Benavente, Steve Pederson, Brad Sherman
- Montage : Dana E. Glauberman
- Production : Jeffrey Clifford, Joe Medjuck et Ivan Reitman
  - Direction de production : Gerald D. Moon
  - Production déléguée : Gary Barber, Roger Birnbaum, Jonathan Glickman, Tom Pollock et Natalie Portman
  - Production associée : John Wildermuth
  - Coproduction : Ali Bell, Elizabeth Meriwether et Annette Savitch
  - Coproduction déléguée : Lisa Bruce
- Sociétés de production : Handsomecharlie Films, Katalyst Films et The Montecito Picture Company, avec DreamWorks (titulaire des droits d'auteur), présenté par Cold Spring Pictures, Paramount Pictures et Spyglass Entertainment
- Sociétés de distribution : Paramount Pictures (États-Unis, Québec) ; Paramount Pictures France (France)[2] ; Universal Pictures International (Belgique) ; United International Pictures (Suisse romande)[3]
- Budget : 25 millions USD[4]>,[5]
- Pays de production :  États-Unis
- Langue originale : anglais
- Format : couleur (DeLuxe) — 35 mm — 2,35:1 — son SDDS / DTS / Dolby Digital / Dolby Surround 7.1
- Genre : comédie romantique
- Durée : 108 minutes
- Dates de sortie[6] :
  - États-Unis, Québec : 21 janvier 2011[1]
  - Belgique : 9 février 2011[7]
  - France, Suisse romande : 16 février 2011[8],[9]
- Classification[10] :
  - États-Unis : les enfants de moins de 17 ans doivent être accompagnés d'un adulte (R – Restricted)[N 1]
  - France : tous publics[11]
  - Belgique : tous publics (Alle Leeftijden)[7]
  - Suisse romande : interdit aux moins de 12 ans[12]
  - Québec : 13 ans et plus (13+ / 13 years and over)[1]

## Distribution

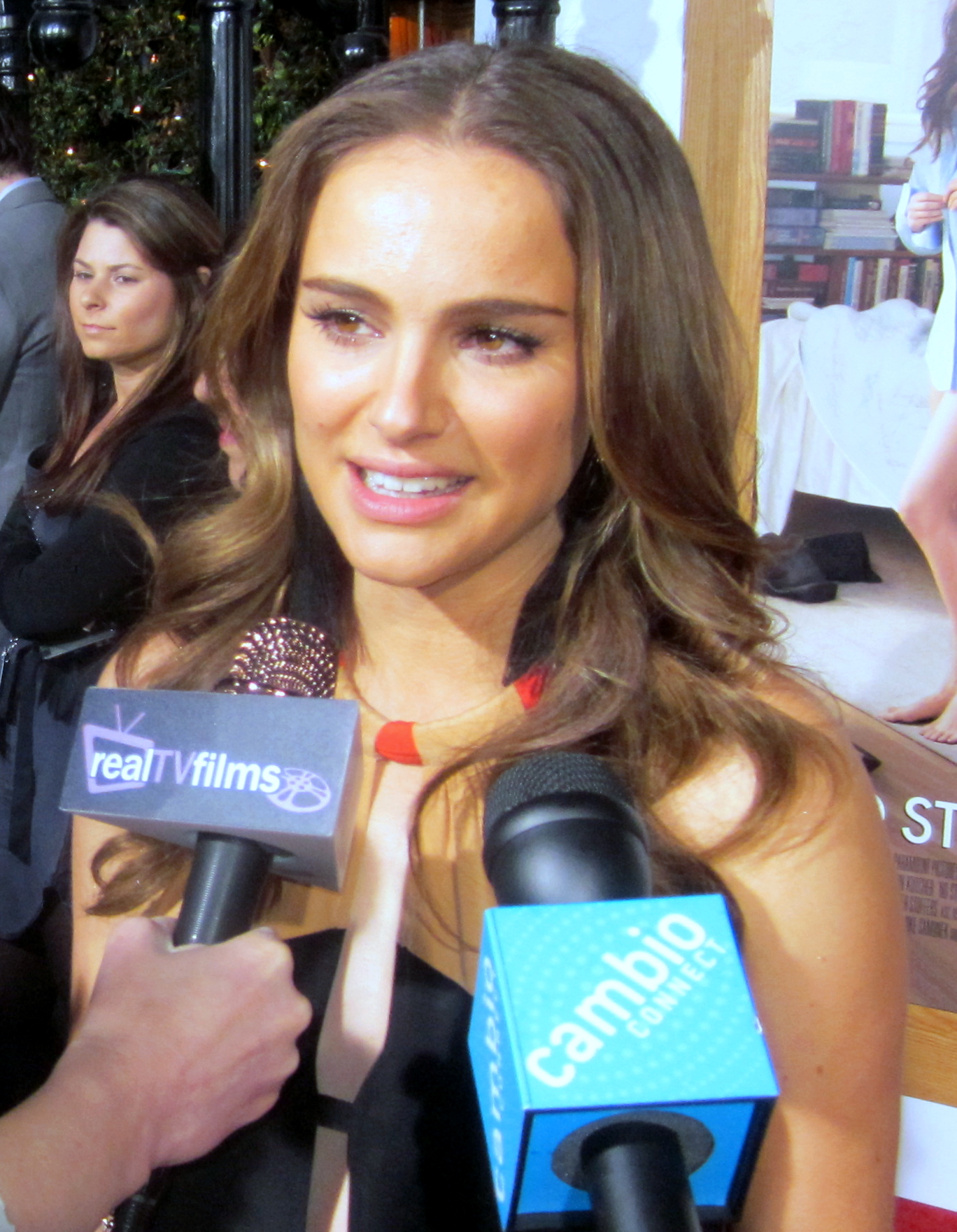
L'actrice Natalie Portman à la première hollywoodienne du film, en janvier 2011.

- Natalie Portman (VF : Sylvie Jacob) : Emma Kurtzman
- Ashton Kutcher (VF : Benjamin Pascal) : Adam Franklin
- Jake Johnson (VF : Jérémy Prévost) : Eli
- Kevin Kline (VF : Dominique Collignon-Maurin) : Alvin Franklin
- Ludacris (VF : Jean-Baptiste Anoumon) : Wallace
- Lake Bell (VF : Armelle Gallaud) : Lucy
- Cary Elwes (VF : Jean-Baptiste Marcenac) : Dr Metzner
- Olivia Thirlby (VF : Nastassja Girard)  : Katie Kurtzman
- Talia Balsam (VF : Sabine Hérault) : Sandra Kurtzman
- Mindy Kaling : Shira
- Jennifer Irwin (en) (VF : Brigitte Aubry) : Megan
- Greta Gerwig (VF : Charlotte Daniel) : Patricia
- Ophelia Lovibond (VF : Karl-Line Heller) : Vanessa
- Phil LaMarr : l'officier de police
- Adhir Kalyan : Kevin
- Stefanie Scott : Emma, jeune
- Brian H. Dierker : Bones
- Matthew Moy (en) : Chuck
- Ivan Reitman : le réalisateur de la série TV (caméo)

- Version française
  - Studio de doublage : Les Studios de Saint-Ouen
  - Direction artistique : Virginie Méry
  - Adaptation : Linda Bruno

Sources et légende : Version française (VF) sur RS Doublage et AlloDoublage

## Production

### Scénario
Le scénario, écrit par Elizabeth Meriwether (en), est initialement développé sous le titre Friends with Benefits. Le titre sera finalement changé en raison d'un film au sujet similaire et portant déjà ce titre, Sexe entre amis de Will Gluck, sorti quelque temps plus tard. Ivan Reitman a été d'emblée séduit par le script : « Je me disais “voilà une histoire avec des personnages qui se retrouvent confrontés à un dilemme très actuel”. Des gens passionnants, drôles qui parlent franchement de sexe mais aussi d’amour : J’ai tout de suite adoré. »

### Attribution des rôles
Natalie Portman ne devait initialement participer au film qu'en tant que productrice, via sa société Handsomecharlie Films. Elle obtiendra finalement le rôle d'Emma.

### Tournage
Le tournage a lieu principalement à Los Angeles, notamment dans les Paramount Studios ou dans les quartiers de Sherman Oaks, Pacific Palisades, Westwood et Los Feliz, ainsi qu'autour de l'installation Urban Light à proximité du musée d'Art du comté de L.A., mais également dans d'autres localités de Californie comme Santa Barbara, Pasadena, Culver City, Beverly Hills, Altadena, Marina Del Rey ou encore le Disney's Golden Oak Ranch. Chose assez rare à Hollywood, la scénariste Elizabeth Meriwether a pu participer activement au tournage, notamment pour conseiller les acteurs. Elle raconte que « C’était incroyable d’avoir son mot à dire et d’être vraiment écoutée sur le plateau, qu’Ivan vienne me voir pour de nouvelles idées de répliques, ou pour me faire participer au processus de création d’une scène ».

### Bande originale
La bande originale, rassemblant divers chansons présentes dans le film, sort le 15 février 2011 sur le label Lakeshore Records.
| 1.  | I Wanna Sex You Up           | Color Me Badd                    | 4:07 |
| 2.  | What Good Is a Boy           | Lanchen                          | 1:48 |
| 3.  | Click, Click, Click, Click   | Bishop Allen                     | 3:07 |
| 4.  | Bang Bang Bang               | Mark Ronson & The Business Intl. | 4:06 |
| 5.  | 99 Problems                  | Hugo                             | 2:17 |
| 6.  | Bossa Nova Baby (Viva Elvis) | Elvis Presley                    | 3:06 |
| 7.  | Bleeding Love                | Leona Lewis                      | 4:24 |
| 8.  | Untitled (How Does It Feel)  | D'Angelo                         | 7:08 |
| 9.  | I Will Let You Go            | Daniel Ahearn                    | 4:24 |
| 10. | It Was You                   | Robbie Nevil                     | 3:29 |
| 11. | Rock It                      | Little Red                       | 3:29 |
| 12. | Love Lost                    | The Temper Trap                  | 3:35 |
| 13. | Rhythm of Love               | Plain White T's                  | 3:20 |
| 14. | Girlfriend                   | Phoenix                          | 4:20 |
| 15. | Save the Best for Last       | Vanessa Williams                 | 3:41 |

## Accueil

### Accueil critique
Lors de sa sortie en salles, Sex Friends rencontre un accueil mitigé dans la presse. Dans les pays anglophones, il obtient 49% d'avis favorables sur le site Rotten Tomatoes, sur la base de 173 commentaires collectés et une moyenne de 5,3⁄10. Sur le site Metacritic, il décroche une moyenne de 50⁄100 pour 36 critiques. Pour le consensus de Rotten Tomatoes, le film « bénéfice de la présence de Natalie Portman et de la main ferme d'Ivan Reitman, mais Sex Friends n'a pas le courage ou la conviction de donner suite à sa prémisse grivoise ». En France, Sex Friends obtient également une réception critique mitigée, avec notamment une moyenne de 2,2⁄5 sur le site AlloCiné, sur la base de 16 critiques presse collectées.

### Box-office
Sorti dans 3 018 salles aux États-Unis, Sex Friends prend directement la première place avec 19 652 921 $, pour une moyenne de 6 512 $ par salles le week-end de sa sortie, devenant ainsi le second meilleur démarrage dans la carrière d'Ivan Reitman. Bien que connaissant une baisse des bénéfices, il reste par la suite durant quatre semaines consécutives dans le top 10 hebdomadaire, avec un cumul de 67 309 389 $. L'exploitation en salles de Sex Friends se termine le 7 avril 2011, lors de sa onzième semaine avec un résultat de 70 662 220 $, soit un taux de rentabilité de 47,4%.
À l'international, il enregistre 78 565 857 $, à peine plus que les recettes américaines, soit un taux de rentabilité de 52,6 %, lui permettant de cumuler 149 228 077 $ de recettes mondiales. C'est en France que le film obtient un énorme succès dans un pays étranger : il démarre en septième position au box-office la semaine de sa sortie avec 395 113 entrées dans 301 salles et se maintient durant les quatre semaines suivantes dans le top 20 hebdomadaire, en ayant engrangé 931 427 entrées, soit 8 154 245 $ de recettes.

## Distinctions

### Récompenses
- Teen Choice Awards 2011 : meilleur acteur dans un film de comédie romantique pour Ashton Kutcher
- ASCAP Film and Television Music Awards 2012 : Prix ASCAP du meilleur compositeur d'un blockbuster pour John Debney

### Nominations
- California on Location Awards 2010 :
  - Meilleure équipe locale de l'année pour George Alvarezzo
  - Meilleure équipe locale de l'année pour Alexander Kivlen
- MTV Movie & TV Awards 2011 : meilleure performance comique pour Ashton Kutcher
- Teen Choice Awards 2011 :
  - Meilleure comédie romantique
  - Meilleure actrice dans un film de comédie romantique pour Natalie Portman
- Women Film Critics Circle Awards 2011 : pires images masculines dans un film
- Young Artist Awards 2012 : meilleur second rôle féminin dans un film (Jeune actrice) pour Stefanie Scott

## Éditions en vidéo
- En France, le film Sex Friends est sorti en DVD et Blu-ray le 16 juin 2011[25],[26] et en VOD le 15 octobre 2017[8].